# Хонский, Генрик
Генрик Эдвард Хонский (1809, Кременец — 1881) — французский дипломат, журналист и научный писатель польского происхождения.
Был сыном экономиста Михала Хонского. Образование получил в Кременецком лицее, где преподавал его отец, а затем изучал право в Вильнюсской академии. Принял участие в Ноябрьском восстании 1830—1831 годов в польских землях против российских властей (сражался в корпусе Раморино), после поражения восстания бежал в 1832 году во Францию, жил в Париже. Там принял французское подданство и состоял редактором во французском министерстве земледелия, писал статьи для различных французских журналов, а также был дипломатом и отправлялся с миссиями в Китай и Индокитай.
Сочинения: «Des institutions de crédit fonder et agricole dans les divers États de l’Europe» (Париж, 1857) и «Études sur les colonies hollandaises» (1850).